# Reza Czahchandagh
Reza Czahchandagh (pers. ‌رضا چاه خندق ;ur. 29 lipca 1982) – irański judoka. Olimpijczyk z Aten 2004, gdzie odpadł w eliminacjach w wadze półśredniej. 
Uczestnik mistrzostw świata w 2005. Startował w Pucharze Świata w 2006. Srebrny medalista mistrzostw Azji w 2004 i brązowy w 2003 roku.

## Letnie Igrzyska Olimpijskie 2004
| Konkurencja | Eliminacje              | Eliminacje            | Repasaże             | Klas. końcowa |
| Konkurencja | Przeciwnik I            | Przeciwnik II         | Przeciwnik I         | Miejsce       |
| ----------- | ----------------------- | --------------------- | -------------------- | ------------- |
| 81 kg       | Ricardo Echarte (ESP) Z | Roman Hontiuk (UKR) P | Adil Belgaïd (MAR) P | 3 runda       |